# Ana Pardo de Vera
Ana Pardo de Vera Posada (Lugo, 1974) é uma jornalista galega. Desde 2016 dirige o diário digital Público.

## Biografia
É licenciada em Filología Hispânica, tem um mestrado em Meios de Comunicação e estudos de Ciências Políticas e Sociologia pela UNED. Tem escrito em vários meios de comunicação como Diario 16, La Voz de Galicia, Tiempo ou El Siglo de Europa e tem colaborado com diversas rádios e televisões. Em 2007 participou na fundação de Público.
Durante o Governo de José Luis Rodríguez Zapatero foi assessora de Comunicação nos Ministérios de Defesa, Indústria, Turismo e Comércio e Vicepresidencia de Política Territorial.

## Livros
- En la maleta de Zapatero (2013).[4]